# Siêu dẫn nhiệt độ cao

Siêu dẫn nhiệt độ cao, trong vật lý học, nói đến hiện tượng siêu dẫn có nhiệt độ chuyển pha siêu dẫn từ vài chục Kelvin trở lên. Các hiện tượng này được khám phá từ thập kỷ 1980 và không thể giải thích được bằng lý thuyết BCS vốn thành công với các chất siêu dẫn cổ điển được tìm thấy khi đó.

## Lịch sử
Trước thập kỉ 1980, siêu dẫn nhiệt độ thấp chỉ được tìm thấy trên các kim loại và hợp kim được làm lạnh đến nhiệt độ thấp hơn 23K, và đã được lý thuyết BCS giải thích một cách định lượng.
Năm 1986, Georg Bednorz và Alex Müller đã phát hiện ra một vật liệu mới khi cấy bari (doping) vào oxit latha-đồng, vốn là một chất cách điện, thì nó trở thành siêu dẫn ở nhiệt độ thấp hơn 36K. Một loạt các vật liệu có cấu trúc tương tự với nhiệt độ chuyển pha cao hơn đã được tìm thấy sau phát hiện này; như oxit yttrium-barium-đồng (YBCO) với nhiệt độ chuyển pha lớn hơn nhiệt độ của nitơ lỏng, mở ra khả năng cho những ứng dụng mới. Nhiệt độ chuyển pha cao nhất đạt được hiện nay là 134K(HgBa2Ca2Cu3O8, năm 1993).

## Tính chất khác
Ngoài tính chất siêu dẫn nhiệt độ cao, lớp các vật oxit đồng này còn có những tính chất rất khác thường ngay ở trong trạng thái không siêu dẫn. Hai đặc điểm khác thường này có thể kể đến trạng thái với "hố thế giả" và trạng thái không phải là chất lỏng Fermi, một lý thuyết do Landau đề xuất để giải thích bài toán heli lỏng.
Trong trạng thái bình thường các kim loại và hợp kim được mô tả rất tốt bởi lý thuyết chất lỏng Fermi. Có nghĩa là có thể định nghĩa được trạng thái "chuẩn hạt" (quasi-particle) và từ đó định nghĩa được "mặt Fermi" giống như trong khí Fermi tự do. Nhưng những thí nghiệm ARPES dựa trên hiệu ứng phát xạ photon lại cho thấy các "mặt Fermi" bị suy biến không còn là một mặt liên tục mà lúc này nó trở thành các "túi" rời rạc. Điều đáng chú ý ở đây là không hề có một sự phá vỡ đối xứng nào.

## Lý thuyết
Do đặc điểm các vật liệu siêu dẫn nhiệt độ cao hiện nay đều có cùng một cấu trúc gồm các mặt tinh thể oxit đồng, nên các mô hình lý thuyết hiện nay thường tập trung vào giải bài toán của mạng tinh thể oxit đồng trong không gian hai chiều. Mô hình lý thuyết đơn giản nhất được đề ra hiện nay là mô hình Hubbard hai chiều nhằm mô tả cấu trúc tinh thể này.
Cũng giống như hiện tượng siêu dẫn nhiệt độ thấp, các nhà vật lý lý thuyết cho rằng nguyên nhân của hiện tượng siêu dẫn là do sự xuất hiện các "cặp điện tử Cooper". Các cặp điện tử này không còn tuân theo nguyên lý loại trừ Pauli và có thể tạm hiểu rằng hai điện tử được liên kết tạo thành một dạng phân tử Bose. Do đó các cặp điện tử này có thể ngưng tụ lại cùng một trạng thái lượng tử ở nhiệt độ thấp hơn một nhiệt độ chuyển pha nào đó, gần giống như hiện tượng ngưng tụ Bose trong vật lý nguyên tử lạnh. Chúng tạo ra một trạng thái lượng tử đồng pha và là nguyên nhân của hiện tượng siêu dẫn. Tuy nhiên, để tạo ra một cặp điện tử Cooper ta cần một tương tác hút hiệu dụng giữa các điện tử, tương tự tương tác "điện tử với phonon" trong lý thuyết BCS. Cho đến này nguyên nhân của tương tác đó vẫn chưa được tìm ra hoặc chưa được tất cả các nhà khoa học cùng đồng tình.
Từ những phát hiện về các tính chất của vật liệu siêu dẫn nhiệt độ cao ở trạng thái không siêu dẫn, một trong những hướng nghiên cứu được quan tâm là xuất phát từ trạng thái cơ bản của hệ oxit đồng khi chưa được cấy các nguyên tử lạ là một "chất cách điện Mott". Ví dụ như lý thuyết RVB của Philip Anderson (đoạt giải thưởng Nobel về vật lý năm 1977) vào những năm 1987, 1988 nhằm giải thích siêu dẫn nhiệt độ cao. Lý thuyết này đề ra một trạng thái cơ bản mới RVB là sự cộng hưởng (hay chồng chập) của tất cả các trạng thái mà trong đó có các liên kết hóa trị giữa các điện tử trên những nút tinh thể kề nhau. Sau này người ta đã chứng minh rằng trạng thái này không phải là trạng thái cơ bản của hệ không cấy nguyên tử lạ. Nhưng trong những năm cuối thập kỉ 1990, Philip Anderson đã hoàn thiện lý thuyết này và cho rằng nồng độ của chất được cấy ghép vào hệ oxit đồng là nguyên nhân khiến trạng thái RVB trở nên bền.
Tuy nhiên cho đến nay chưa một lý thuyết nào đủ hoàn thiện để có thể giải thích đầy đủ các tính chất và cấu trúc của các vật liệu này. Ngoài những tính toán lý thuyết, những phương pháp mô phỏng số cũng đóng một vai trò rất quan trọng. Hiện nay phương pháp DMFT và phiên bản mở rộng của nó CDMFT đang cho nhưng kết quả rất phù hợp với thực nghiệm.

## chú ý thêm
(tiếng Anh)
- Siêu dẫn nhiệt độ cao Lưu trữ ngày 27 tháng 5 năm 2006 tại Wayback Machine